# Cinemas Premier
A rede exibidora Cinemas Premier é uma empresa privada brasileira, que atua no ramo da exibição cinematográfica, sediada na cidade de Formosa. Atua em sete cidades de quatro Unidades da Federação localizadas nas regiões Centro-Oeste, Nordeste e Sudeste. Seu parque exibidor é composto por sete complexos e treze salas, média de 1,85 salas por complexo.
Tem se destacado por levar a sétima arte a municípios e regiões não contempladas pelas grandes redes, detendo exclusividade na maioria das localidades onde atua (a exceção de Sobradinho), sendo que suas 1 976 poltronas perfazem uma média de 152,00 assentos por sala.

## História
A rede surgiu literalmente através de um sonho de seu fundador, o empresário do ramo gráfico David Cesar Ribeiro, quando em uma noite de 1998 viu-se durante o sono como exibidor cinematográfico, ou seja, proprietário de salas de exibição. Ainda que sua esposa e futura sócia, Maria Paula Henkes Ribeiro, tenha considerado como improvável, o sonho do empresário se concretizou nove meses depois com a abertura do complexo na cidade de Formosa, Goiás, em fevereiro de 1999. Àquela época, o grande blockbuster do momento era o fenômeno Titanic, que o inspirou e veio a ser exibido na estreia do primeiro cinema da rede.
A empresa ainda administraria outros complexos cinematográficos nas cidade Unaí, Campos Belos e Gurupi, mas a abertura da segunda unidade se deu no Sobradinho Shopping, que viria a ser o maior da rede, em março de 2007. Em junho do mesmo ano, a capital federal receberia salas de exibição no Shopping Top Mall e em dezembro de 2009 foi a vez do shopping Jardim Botânico ganhar a presença da rede. A disponibilização dessas salas de perfil popular colaboraria para que o público candango "redescobrisse o cinema de bairro", segundo o jornal Correio Braziliense.
Somente à partir de 2015 é que a empresa retomaria sua expansão, com destaque especial para o Estado da Bahia, que receberia quatro unidades. O primeiro complexo desta série foi o Cine Premier de Unaí, Minas Gerais, cidade onde a empresa já teria atuado, inaugurando um complexo em 13 de fevereiro daquele ano. De acordo com a imprensa local, houve um princípio de tumulto na fila, uma vez que a quantidade de ingressos disponíveis era inferior à demanda. A proprietária se desculpou informando que "a inexperiência por parte de alguns funcionários que foram contratados e ainda estão em treinamento também contribuiu para a venda acima do limite máximo da sala do cinema." Ao final, segundo ela, todos os assistentes que não puderam assistir a primeira sessão foram realocados ou receberam o dinheiro de volta. Em 18 de setembro, a jovem cidade baiana de Luís Eduardo Magalhães (emancipada em 1990), que nunca possuíra uma sala de exibição, ganhou uma unidade da Cinemas Premier, inicialmente com uma sala - a segunda seria disponibilizada ao público em maio de 2017. Em 14 de julho do mesmo ano, a vizinha cidade de Barreiras, sem salas de exibição desde o encerramento das atividades do antigo Cine Xodó em junho de 2012, ganharia um complexo de duas salas. A instalação das salas se daria através de parceria com o Grupo Sertaneja, grupo empresarial daquele município.
O interior da Bahia teria ainda mais dois municípios contemplados com complexos de "rua", de sala única: primeiro foi  Guanambi, com inauguração de seu cinema em 23 de novembro de 2018. Em seguida, a cidade de Brumado, sem salas de exibição desde a extinção do antigo cinema Sophiplex em fevereiro de 2007, inaugurou o seu cinema em 6 de abril de 2019. Com esses quatros municípios, a rede Cinemas Premier se tornou em um dos maiores exibidores do interior daquele Estado, título este que já pertencera à Orient Cinemas.

### Incêndio no shopping
Alguns dos complexos mais antigos não lograriam a sobrevivência. Foi o caso dos cinemas de Gurupi e do Shopping Jardim Botânico do Distrito Federal, provavelmente por baixa adesão do público ou até mesmo por desconhecimento de sua existência, denotando uma fraca estratégia de marketing. Entretanto, o caso mais trágico foi o Cine Premier do Top Mall, cujo shopping sofreu um incêndio de grandes proporções em 12 de agosto de 2013, que não deixou feridos e teria começado na agência bancária da CAIXA. Como consequência, o cinema encerrou as atividades e o shopping ficou com as atividades paralisadas desde então, aguardando a reforma que poderia reativá-lo.

### Perfil das salas e exibições especiais
A maioria das unidades da rede é formada por complexos de "rua", ou seja, fora dos centros comerciais - a exceção é o cinema do shopping Sobradinho, o maior deles. Não há salas de luxo ou de cinema imersivo, porém todas dispõem de projeção digital e exibições em 3D. Acerca do perfil das salas da rede e do seu atendimento, sua diretora opina de que "...oferecemos um serviço para pessoas comuns como eu e você. O atendimento é personalizado e não há a opulência das grandes companhias". Ainda segundo ela, "... somos Ribeiro, mas não somos Severiano", comparando o sobrenome da família ao nome do fundador do Grupo Severiano Ribeiro, uma das principais cadeias de cinema do país.
A rede possui um programa de exibições especiais chamado de "Cine Azul", voltado para pessoas portadoras do espectro autista. Durante tais projeções, todo o ambiente é adaptado para acolhimento deste tipo específico de público, a exemplo som mais baixo e plateia mais receptiva ao comportamento de pessoas autistas. A proposta é que essas projeções façam parte do processo terapêutico dos pacientes. As primeiras exibições ocorreram nas cidades de Formosa e Barreiras.

## Público
Abaixo a tabela de público e sua evolução de 2008 até 2019, considerando o somatório de todas as suas salas a cada ano. A variação mencionada se refere à comparação com os números do ano imediatamente anterior. Os dados foram extraídos do banco de dados Box Office do portal de cinema Filme B, à exceção dos números de 2014 e 2015, que se originam do Data Base Brasil. Já os dados a partir de 2016 procedem do Relatório "Informe Anual Distribuição em Salas Detalhado", do Observatório Brasileiro do Cinema e do Audiovisual (OCA) da ANCINE.
Como é possível verificar, a rede acumulou um crescimento de 159,86% do seu público no período elencado. Em virtude da forte retração do mercado - o país sofreu uma queda na venda de bilhetes em 2017 e 2018, a rede viu seu crescimento de público ser interrompido, sofrendo uma queda no último ano da ordem de -29,06%, comparando com 2016, ano de maior sucesso da rede.
| Ano  | Público total | Ranking no país | Market Share | Variação |
| ---- | ------------- | --------------- | ------------ | -------- |
| 2008 | 40 293        | n.d.            | 0,05%        | ano-base |
| 2009 | 66 951        | n.d.            | 0,06%        | 66,16%   |
| 2010 | 102 630       | n.d.            | 0,04%        | 53,29%   |
| 2011 | 88 026        | n.d.            | 0,06%        | 14,23%   |
| 2012 | 77 311        | n.d.            | 0,05%        | 12,17%   |
| 2013 | 68 726        | n.d.            | 0,05%        | 11,10%   |
| 2014 | 57 195        | n.d.            | 0,04%        | 16,78%   |
| 2015 | n.d.          | n.d.            | n.d.         | n.d      |
| 2016 | 103 497       | 48º             | 0,06%        | 80,95%   |
| 2017 | 76 423        | 50º             | 0,04%        | 26,16%   |
| 2018 | 73 417        | 48º             | 0,05%        | 3,93%    |
| 2019 | 104 704       | 50º             | 0,06%        | 42,62%   |